# Apostoliska kyrkor i Nederländerna

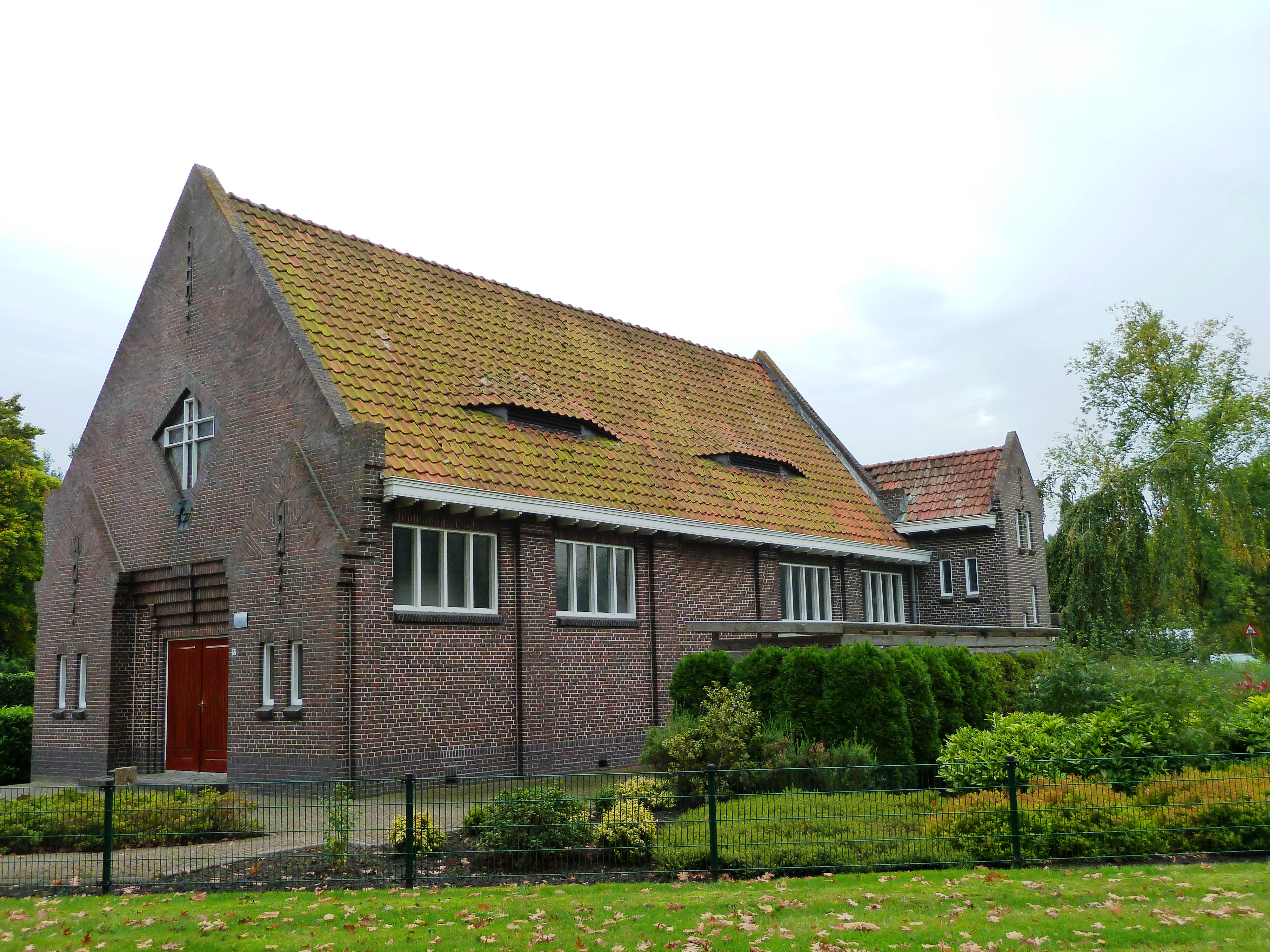
Katolsk-apostoliska kyrkan i Scheemda

Apostoliska kyrkor i Nederländerna har rötter i den Katolsk-apostoliska kyrkan (KAK).
Katolsk-apostoliska kyrkan uppstod på 1830-talet i England där man utsåg tolv apostlar med ansvar för olika geografiska områden. Apostel Thomas Carlyle tilldelades ansvaret för Norra Tyskland.
När han och två andra apostlar avled 1855 kom det att leda till splittring inom kyrkan. De kvarvarande apostlarna bestämde att det inte skulle utses några nya. När Carlyles högra hand, profeten Heinrich Geyer ändå utpekade en ny apostel uteslöts han ur KAK 1862. Geyer fick stöd av församlingen i Hamburg som också uteslöts året därpå.

## Apostoliska missionen
1863 utsåg Geyer biskop Friedrich Wilhelm Schwartz till apostel för Nederländerna. Samma år flyttade Schwarz samt evangelisterna Franz Hübner, Carl Meyersam och Heinrich August Ahllin från Hamburg till Amsterdam för att missionera där. Strax efter sin ankomst kom Schwartz i kontakt med väckelsepredikanten Jan de Liefde som till en början upplät sitt kapell åt honom. Schwartz fann god jordmån för sin förkunnelse i dessa kretsar och kunde snart bilda en församling med namnet Apostoliska missionen (Apostolische Zending, AZ)
Genom de Liefde kom han också i kontakt med den tyske predikanten Friedrich Wilhelm Menkhoff som anslöt sig till Apostoliska missionen och kom att få stor betydelse för dess fortsatta utveckling, teologiskt och liturgiskt.
Ryktet om missionsarbetet spred sig snabbt och Schwarz inbjöds att predika i en pietistisk församling i Enkhuizen i norra Nederländerna. Denna församling anslöt sig också till AZ och under de följande åren bildades även församlingar i Haarlem, IJmuiden och Hoorn.
1893 registrerades kyrkan officiellt som den Återupprättade Apostoliska missionskyrkan (Hersteld Apostolische Zendingkerk, HAZK).

## Katolsk-apostoliska kyrkan
Katolsk-apostoliska kyrkans apostel John Henry King-Church skickade också missionärer till Nederländerna strax efter Schwartz ankomst till landet. Max von Pochhammer grundande församlingar i Haag (1867) och Rotterdam (1868).
1915 började man publicera en månadstidning, 'Herderlijke Ondernemingen'.
Katolsk-apostoliska kyrkan nådde sin största anslutning i Nederländerna mellan 1900 och 1930 då man hade omkring 2000 medlemmar. I takt med att alla ämbetsbärare inom Katolsk-apostoliska kyrkan dog och inga nya tillsattes tappade kyrkan medlemmar och verksamheten avvecklades på allt fler platser. Många medlemmar konverterade till den anglikanska kyrkan i landet.
I början av 2000-talet fanns det fortfarande kvar fem församlingar med ett samlat medlemstal på cirka 700 personer.